# 勝田和宏
勝田 和宏（しょうだ かずひろ、1974年5月17日 - ）は、テレビ朝日の報道局社会部記者で、かつてアナウンサーを務めた

## 人物
駒場学園高校を経て亜細亜大学法学部法律学科を卒業後、1997年にテレビ朝日へ入社して情報やバラエティ番組でリポーターとして活躍した。2012年7月1日付人事で報道局社会部へ異動した。
大蔵官僚で政治家の勝田主計は曾祖父、日本電子計算で社長を務めた勝田正之は祖父の従兄である。
昆虫類を苦手とする。

## 過去の出演番組
代表で務めた報道・情報番組
| 期間         | 期間         | 番組名                     | 役職                                  |
| ------------ | ------------ | -------------------------- | ------------------------------------- |
| 同局入社直後 | 同局入社直後 | トゥナイト2                | レポーター                            |
| 1998年4月    | 1999年3月    | 早起き!チェック            | 木曜日スポーツキャスター              |
| 1998年4月    | 1999年3月    | やじうまワイド             | 木曜日朝刊コーナーキャスター          |
| 1999年4月    | 1999年9月    | やじうまワイド             | 水曜日朝刊コーナーキャスター          |
| 1999年10月   | 2000年9月    | やじうまワイド             | 水・木曜日朝刊コーナーキャスター      |
| 2002年10月   | 2006年9月    | 奇跡の扉 TVのチカラ        | レポーター                            |
| 2006年4月    | 2009年3月    | やじうまプラス             | 平日芸能コーナーキャスター            |
| 2010年4月    | 2012年6月    | スーパーJチャンネル        | 木曜特集『追跡!真実の行方』レポーター |
| 2010年4月    | 2010年9月    | やじうまサタデー           | 朝刊コーナーキャスター                |
| 2010年10月   | 2011年9月    | やじうまテレビ!            | 土曜版ニュース担当キャスター          |
| 2012年1月    | 2012年3月    | 城島茂の週末ナビ ココイコ! | レポーター                            |

その他
- ワイド!スクランブル
- 週刊!しっかり見ナイト（BS朝日、2009年4月10日 - 2010年3月26日）
- タモリ倶楽部（不定期出演）
- ANN NEWS （月 - 金　14:55 - 15:00）
- News Access（BS朝日）

## 同期アナウンサー
- 平石直之
- 川北桃子（現在は広報局）